# Janthecla janthodonia
Janthecla janthodonia is een vlinder uit de familie van de Lycaenidae. De wetenschappelijke naam van de soort werd als Thecla janthodonia in 1918 gepubliceerd door Dyar.